# Walter Bond
Walter Thomas Bond (* 1. Februar 1969 in Chicago) ist ein ehemaliger US-amerikanischer Basketballspieler.

## Werdegang
Bond, ein 1,96 Meter großer Shooting Guard, ging in Chicago zur Schule, ehe er von 1987 bis 1991 an der University of Minnesota studierte. Er gehörte der Basketball-Hochschulmannschaft an, bestritt 93 Spiele und kam auf einen Mittelwert von 8,1 Punkte je Begegnung.
Bond begann seine Laufbahn als Berufsbasketballspieler in der World Basketball League und spielte dort für die kanadische Mannschaft Saskatchewan Storm. Danach wechselte er in die US-Liga Continental Basketball Association (CBA) und spielte 1991/92 für die Wichita Falls Texans, für die er im Schnitt 16,2 Punkte je Begegnung erzielte. Zwischen 1992 und 1995 bestritt er insgesamt 157 Spiele in der NBA für die Mannschaften Dallas Mavericks, Utah Jazz und Detroit Pistons. Seine erste Saison in der NBA (1992/93) war Bonds beste in der Liga: Er stand in 74 Partien für die Dallas Mavericks auf dem Spielfeld und kam auf einen Mittelwert von 8 Punkten.
Bonds Laufbahn umfasste bis 1998 weitere Stationen in der CBA (Chicago Rockers, Connecticut Pride, La Crosse Bobcats, Yakima Sun Kings). In der Saison 1997/98 bestritt Bond 19 Spiele für den italienischen Zweitligisten Cirio Avellino. Im letzten Spieljahr als Berufsbasketballspieler stand er beim deutschen Bundesligisten Bayer 04 Leverkusen unter Vertrag und erreichte in 33 Einsätzen einen Mittelwert von 16,5 Punkten je Begegnung.
Bond arbeitete nach dem Ende seiner Spielerzeit an Übertragungen der Spiele der NBA-Mannschaft Minnesota Timberwolves mit und wurde dann beruflich als Vortragsredner und Autor zum Thema Motivation tätig.